# Malonty
Malonty (deutsch Meinetschlag) ist eine Gemeinde im Okres Český Krumlov in Tschechien. Sie liegt etwa vierundzwanzig Kilometer südöstlich von Český Krumlov (Krumau).

## Geographie
Malonty gehört zur Region Jihočeský kraj und liegt in den westlichen Ausläufern des Gratzener Berglandes. Nachbarorte sind Desky (Brettern) im Norden, Benešov nad Černou (Beneschau) und Meziříčí (Uhretschlag) im Nordosten, Pohorská Ves (Theresiendorf) im Südosten, Bělá (Zirnetschlag) im Süden, Bukovsko (Buggaus) und Budákov (Pudageln) im Südwesten, Jaroměř (Jarmirn) im Westen und Květoňov (Steinbach) im Nordwesten.

### Gemeindegliederung
Die Gemeinde Malonty besteht aus den Ortsteilen
- Bělá (Zirnetschlag)
- Bukovsko (Buggaus)
- Desky (Brettern)
- Jaroměř (Jarmirn)
- Malonty (Meinetschlag)
- Meziříčí (Uhretschlag)
- Radčice (Radinetschlag) und
- Rapotice (Rappetschlag).

Grundsiedlungseinheiten sind Bělá, Bukovsko, Desky, Hodonice (Hodenitz), Jaroměř, Malonty, Meziříčí, Radčice und Rapotice. Auf dem Gemeindegebiet liegen die Wohnplätze Leopold und Nové Stavení sowie die Wüstungen Jednoty (Tonihäuseln), Ludvické Hory (Ludwigsberg), Uhliště (Kohlstätten) und Velíška (Wölschko).
Das Gemeindegebiet gliedert sich in die Katastralbezirke Bělá u Malont, Bukovsko, Hodonice u Malont, Jaroměř u Malont, Ličov-Desky, Malonty, Meziříčí u Malont, Radčice u Malont und Rapotice u Malont.

### Nachbargemeinden
| Kaplice        |                                             | Benešov nad Černou |
|                | Kompassrose, die auf Nachbargemeinden zeigt |                    |
| Dolní Dvořiště |                                             | Pohorská Ves       |

## Geschichte
Meinetschlag wurde von den Herren von Michelsberg (Páni z Michalovic) auf Weleschin (Velešín) gegründet. Sie übertrugen deutschen Kolonisten aus Oberösterreich ein Waldgebiet zur Rodung und Besiedlung. Erstmals urkundlich belegt ist Meinetschlag in einer lateinisch verfassten Urkunde vom 26. Juli 1360, die in Meinetschlag ausgestellt wurde. Darin ernannten die Brüder Benesch II. und Johann III. von Weleschin die Gebrüder Peter II. und Jodok I. von Rosenberg zu Verwesern ihrer Güter und zu Bevollmächtigten über ihre Erben. 1380 übernahm Johann IV. von Michelsberg die verschuldeten Besitzungen und verkaufte sie am 2. Oktober 1387 an Ulrich I. von Rosenberg, der Meinetschlag mit seinen Herrschaften Weleschin und Beneschau verband. Um diese Zeit verfügte Meinetschlag über zwei Glashütten und besaß das Braurecht. Nach dem Tod des letzten Rosenbergers Peter Wok 1611 gelangte Meinetschlag an die Schwanberger, die ihre Besitzungen jedoch wegen ihrer Beteiligung am Böhmischen Ständeaufstand nach der Schlacht am Weißen Berg verloren. Nachfolgend verlieh Kaiser Ferdinand II. Meinetschlag seinem Feldherrn Bucquoy, der es mit seiner Herrschaft Gratzen verband. Für das Jahr 1686 ist eine Schule belegt.
Nach der Aufhebung der Patrimonialherrschaften bildete Meinetschlag eine selbständige Gemeinde, die zur Bezirkshauptmannschaft Kaplitz gehörte.
Nach der Gründung der Tschechoslowakei 1918 gehörte Meinetschlag zum politischen Bezirk Kaplitz. Nachfolgend erhielt es die amtliche tschechische Ortsbezeichnung Malonty. Am 28. August 1928 richtete ein Wolkenbruch mit Hagelschlag große Schäden an. Als Folge des Münchner Abkommens wurde Malonty 1938 mit der wieder amtlichen deutschen Ortsbezeichnung Meinetschlag dem Deutschen Reich angeschlossen und gehörte bis 1945 zum Landkreis Kaplitz im Gau Oberdonau. 1939 bestand Meinetschlag aus 689 Einwohnern. Nach dem Zweiten Weltkrieg fiel Meinetschlag / Malonty an die Tschechoslowakei zurück; 1946 erfolgte die Vertreibung der deutschen Bevölkerung. Nach der Machtübernahme durch die Kommunisten 1948 lag Meinetschlag durch seine Grenznähe zu Österreich am sogenannten Eisernen Vorhang. Dadurch wurden zahlreiche Häuser dem Verfall preisgegeben. Nach dem politischen Umbruch von 1989 erfolgten Maßnahmen zur Hebung der Infrastruktur.

## Sehenswürdigkeiten

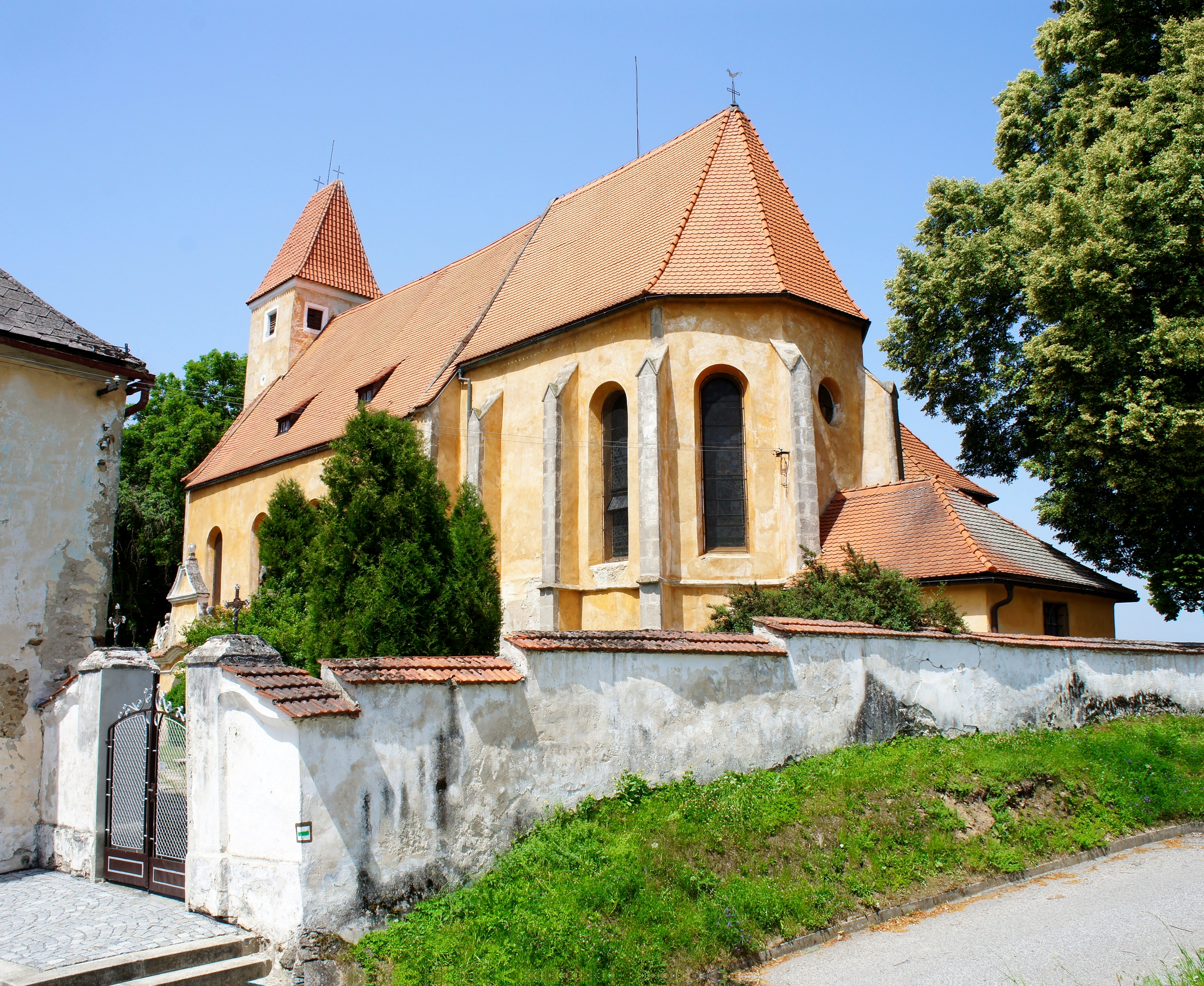
St.-Bartholomäus-Kirche

- Die St.-Bartholomäus-Kirche (Kostel svatého Bartoloměje) war ursprünglich eine der hl. Katharina geweihte Kapelle aus der ersten Hälfte des 14. Jahrhunderts. Sie wurde im 14. und 15. Jahrhundert erweitert. Die barocke Ausstattung stammt aus dem Anfang des 18. Jahrhunderts.[11][12]

## Persönlichkeiten
- Carl Jänig, auch Karl Jänig oder Karel Jaenig, (* 1835 in Zirnetschlag; † 1914 in Prag), altösterreichischer katholischer Prälat